# 和音
和音（わおん、英語: chord（コード）、独: Akkord）は、高さが異なる複数のピッチクラスの楽音が同時にひびく音のことである。三つのピッチクラスからなる和音を「三和音」、四つのピッチクラスからなる和音を「四和音」などと呼ぶが、同時に8つの高さの音が鳴っても、ピッチクラスが3または4であれば、それは基本的には三和音または四和音とみなされる。つまり、「○和音」と「○声部」とは示す意味が異なる。
かつては携帯電話機の着信メロディにおける同時発音可能数の表示で、異なる16音で構成される和音を「16和音」とするような、本来の音楽用語とは異なる説明がなされていた。
古典的な西洋音楽の音楽理論では、和音が和音として認定されるためには最低3音が必要であることから、三和音を基本として考えられる（実際の音楽では2音だけが同時に鳴ることもあるが、これらはすべて三和音のいずれかの音が隠れているものと考えられることが多い）。ポピュラー音楽では、和音の定義というよりも、基本の響きとして四和音を基本として考えることが多い。
それぞれの和音の機能や使用例などは和声を参照。

## 和音の種類

### 三和音（五の和音、トライアド）
和音の基礎となる音高「根音（ルート）」と、根音の3度上の音（第3音）と、根音の5度上の音（第5音）の3つの音から成る和音を三和音（英: triad、独: Dreiklang）という。三和音には、長三和音、短三和音、増三和音、減三和音がある。
上記の三和音の一覧は次の通りである。コードネームは C を根音とするときのものを表記する。
長三和音（メジャー・トライアド）
根音・根音から長三度上の音・完全五度上の音からなる和音。長調の音階での第１音、第3音、第5音とからなるとも言い換えられる。
- コードネーム：C、CM、CMA、Cmaj、C△

お使いのブラウザーでは、音声再生がサポートされていません。音声ファイルをダウンロードをお試しください。
短三和音（マイナー・トライアド）
根音・根音から短三度上の音・完全五度上の音からなる和音。メジャー・トライアドの第3音を半音下げたものとも言い換えられる。
- コードネーム：Cm、Cmin、C-、Cmi、C-△

一般的にm、mi minなどアルファベットを使う場合、マイナーはメジャーとの区別をしやすくするため小文字で表記するが、一部では大文字が使われる（特にアメリカなどの英語圏）。
お使いのブラウザーでは、音声再生がサポートされていません。音声ファイルをダウンロードをお試しください。
減三和音（ディミニッシュ・トライアド）
根音・根音から短三度上の音・減五度上の音からなる和音。
- コードネーム：Cdim、Co、Co△、Cm-5、Cm（♭5）、C--5、C-（♭5）、C dim（triad）、Cdim△

三和音の表記であるdim（o）は、減七の和音dim7（o7）の意味で表記されることがある（特にジャズ）。おおむね楽譜によって統一が取られているので判断できるが、そうでなければ和声的な意味合いを読み取って判断する必要がある。
明示的にo△と表記されていれば必ず減三和音を表す。
お使いのブラウザーでは、音声再生がサポートされていません。音声ファイルをダウンロードをお試しください。
増三和音（オーグメンテッド・トライアド）
根音・根音から長三度上の音・増五度上の音からなる和音。
- コードネーム：Caug、C+、C+5、C（#5）、C+△、C△+5、C△（#5）

お使いのブラウザーでは、音声再生がサポートされていません。音声ファイルをダウンロードをお試しください。

### 四和音（七の和音、セブンスコード）
三和音に、根音の7度上の音（第7音という）を加えた和音を、四和音（英: four notes chord）または、より一般的には七の和音（英: seventh chord、独: Septimenakkord）と呼ぶ。
属七の和音（セブンス）
長三和音に、根音から短7度の音を加えた和音。
- コードネーム：C7

お使いのブラウザーでは、音声再生がサポートされていません。音声ファイルをダウンロードをお試しください。
長七の和音（メジャー・セブンス）
長三和音に、根音から長7度の音を加えた和音。
- コードネーム：CM7、CMa7、Cmaj7、C△7

お使いのブラウザーでは、音声再生がサポートされていません。音声ファイルをダウンロードをお試しください。
短七の和音（マイナー・セブンス）
短三和音に、根音から短7度の音を加えた和音。
- コードネーム：Cm7、Cmi7、C-7

お使いのブラウザーでは、音声再生がサポートされていません。音声ファイルをダウンロードをお試しください。
短三長七の和音（マイナー・メジャー・セブンス）
短三和音に、根音から長7度の音を加えた和音。
- コードネーム：CmM7、Cm maj7、C-△7、C-M7、C- maj7

ルート音を省略すると、「E♭aug（オーグメント・コード）」になっている事に注目できる。
お使いのブラウザーでは、音声再生がサポートされていません。音声ファイルをダウンロードをお試しください。
減五短七の和音（半減七の和音、導七の和音、減五七の和音、ハーフ・ディミニッシュト）
減三和音に、根音から短7度の音を加えた和音。
- コードネーム：Cm7-5、Cm7（♭5)、Cmi7（♭5)、CØ、C-7-5、C-7（♭5）

俗に言うトリスタン和音。
お使いのブラウザーでは、音声再生がサポートされていません。音声ファイルをダウンロードをお試しください。
減七の和音（ディミニッシュト・セブンス）
減三和音に、根音から減7度の音を加えた和音。
- コードネーム：Cdim7、Co、Co7、Cm6-5、Cm6（♭5)、Cm（♭7)（♭5)、Cm(-7)-5、C-6-5、C-6（♭5）、C-（-7）-5、C-（♭7）（♭5）

減三和音ではなく、減七の和音をdim（o）と表記する場合がある（特にジャズ）。おおむね楽譜によって統一が取られているので判断できるが、そうでなければ和声的な意味合いを読み取って判断する必要がある。
お使いのブラウザーでは、音声再生がサポートされていません。音声ファイルをダウンロードをお試しください。
増七の和音（増五長七の和音、オーグメンテッド・メジャー・セブンス）
増三和音に、根音から長7度の音を加えた和音。
- コードネーム：Caug M7、CM7+5、CM7（#5）、C+△7、C△7（#5）

お使いのブラウザーでは、音声再生がサポートされていません。音声ファイルをダウンロードをお試しください。

### 五和音（九の和音、テンションコード）
四和音に、根音の9度上の音（第9音）を加えた和音を、九の和音（英: ninth chord、独: Nonenakkord）または五和音と呼ぶ。
属九の和音（長九の和音、ナインス）
属七の和音に、根音から長9度の音を加えた和音。
- コードネーム：C9、C7(9)、C7(add9)

お使いのブラウザーでは、音声再生がサポートされていません。音声ファイルをダウンロードをお試しください。
属七短九の和音（短九の和音、セブンス・フラット・ナインス）
属七の和音に、根音から短9度の音を加えた和音。また、♭9thのテンション音は、根音からオクターブと短2度の関係で、根音に対してナポリの音の関係にある。
- コードネーム：C7(♭9)

お使いのブラウザーでは、音声再生がサポートされていません。音声ファイルをダウンロードをお試しください。

### その他の和音
上記の他、次の和音などを独立した和音として扱うことがある。
C7(#9) または C7(♭10)
属七の和音に、根音から増9度(オクターブ+短3度)の音を加えた和音。
- コードネーム：C7(#9)、C7(♭10)、C7+9、C7-10

お使いのブラウザーでは、音声再生がサポートされていません。音声ファイルをダウンロードをお試しください。
C7(11)
属七の和音に、根音から完全11度の音を加えた和音。
お使いのブラウザーでは、音声再生がサポートされていません。音声ファイルをダウンロードをお試しください。
Cm7(11)
短七の和音に、根音から完全11度の音を加えた和音。
お使いのブラウザーでは、音声再生がサポートされていません。音声ファイルをダウンロードをお試しください。
C7(♯11)
属七の和音に、根音から増11度の音を加えた和音。
お使いのブラウザーでは、音声再生がサポートされていません。音声ファイルをダウンロードをお試しください。
CM7(♯11)
長七の和音に、根音から増11度の音を加えた和音。
お使いのブラウザーでは、音声再生がサポートされていません。音声ファイルをダウンロードをお試しください。
C7(13)
属七の和音に、根音から長13度の音を加えた和音。
お使いのブラウザーでは、音声再生がサポートされていません。音声ファイルをダウンロードをお試しください。
C7(♭13)
属七の和音に、根音から短13度の音を加えた和音。
お使いのブラウザーでは、音声再生がサポートされていません。音声ファイルをダウンロードをお試しください。
Csus4
長三和音の第3音を根音から完全4度の音にした和音。クラシック音楽では第3音は次に完全4度から3度に解決。
お使いのブラウザーでは、音声再生がサポートされていません。音声ファイルをダウンロードをお試しください。
C7sus4
属七の和音の第3音を根音から完全4度の音にした和音。クラシック音楽では第3音は次に完全4度から3度に解決。
お使いのブラウザーでは、音声再生がサポートされていません。音声ファイルをダウンロードをお試しください。
Csus2
長三和音の第3音を根音から長2度の音にした和音。
お使いのブラウザーでは、音声再生がサポートされていません。音声ファイルをダウンロードをお試しください。
C6
長三和音に、根音から長6度の音を加えた和音。
お使いのブラウザーでは、音声再生がサポートされていません。音声ファイルをダウンロードをお試しください。
Cm6
短三和音に、根音から長6度の音を加えた和音。
お使いのブラウザーでは、音声再生がサポートされていません。音声ファイルをダウンロードをお試しください。
C69
長三和音に、根音から長6度と長9度の音を加えた和音。
お使いのブラウザーでは、音声再生がサポートされていません。音声ファイルをダウンロードをお試しください。
Cm69
短三和音に、根音から長6度と長9度の音を加えた和音。
お使いのブラウザーでは、音声再生がサポートされていません。音声ファイルをダウンロードをお試しください。
C(add9)
長三和音に、根音から長9度の音を加えた和音。
お使いのブラウザーでは、音声再生がサポートされていません。音声ファイルをダウンロードをお試しください。
C(add4)
長三和音の第3音を省かずに、根音から完全4度の音を加えた和音。（非常にまれである）
お使いのブラウザーでは、音声再生がサポートされていません。音声ファイルをダウンロードをお試しください。
C-5 または CM-5
長三和音の第5音を根音から減5度の音にした和音。
お使いのブラウザーでは、音声再生がサポートされていません。音声ファイルをダウンロードをお試しください。
C7-5
属七の和音の第5音を根音から減5度の音にした和音。
お使いのブラウザーでは、音声再生がサポートされていません。音声ファイルをダウンロードをお試しください。
C7+5 または Caug7
属七の和音の第5音を根音から増5度の音にした和音。
お使いのブラウザーでは、音声再生がサポートされていません。音声ファイルをダウンロードをお試しください。

## 非和声音
和音と和音を連結して和声を形成する過程で、ある和音が響いているときに、その和音の構成音以外の音が鳴らされるとき、これらの音を非和声音、和声外音などと呼ぶ。非和声音は、解決を必要とする等、和音の連結や音楽の時間的経過といった要素を無視できないため、あくまで「和声」のなかから生まれるものであり、時間の経過や連結を無視した単一の和音に、元の和音の構成音以外の音を新たに加えても、別種の新たな和音（不協和音など特殊な和音を含む）になるだけなので「非和声音」とはいえない。
和音にない音が鳴らされると、より心地よく豊かな響きが得られたり、より張りつめた緊張感のある響きや、さらにひどいと刺激的で不快な響きが得られる。不思議ではあるが、非和声音を含む和音は、それがまったく同じ和音であっても、豊かに響いたり刺激的に響いたりと、相反する効果が得られることがある。それがどのように響くのかは、その和音の前または後ろに、どんな和音が置かれているかによる。作曲家や編曲家は、どんな和音（あるいは非和声音）をどう配置するとどんな響きが得られるか十分に習得していて、もっとも効果的な非和声音の使い方をする。たとえば、非和声音による濁りが耳に快く、また、旋律が和音の縛りから解放されれば、メロディの自由な動きが可能になる。音楽は緊張と弛緩とを巧みに織り交ぜることで表現をする芸術であるので、たとえば、非和声音による響きが耳につく刺激的なものであれば、それと対照的な安定して澄んだ響きの和音とつなげることで音楽的な面白さを表現することができる。これは、協和音と不協和音とをいかに扱うかと同じである。また、旋律に和音を付ける立場からすると、もし非和声音がなければ、旋律の一音一音に異なる和音を付けることになりかねず、和音進行が縛られるだけでなく非常に煩雑となってしまうが、いくつかの音を非和声音として扱うことによって、和音進行が柔軟になり、またゆったり動かすことができるようになる。
非和声音の分類法にはいくつかがあるが、一般には次のように分類する。
経過音
2つの離れた和音構成音の間を音階的に音が動くときに生じる音。
お使いのブラウザーでは、音声再生がサポートされていません。音声ファイルをダウンロードをお試しください。
刺繍音（ししゅうおん）
補助音とも。ある和音構成音から2度上または2度下の音に行き、元の音に戻ったときの、2度上または2度下の音。
お使いのブラウザーでは、音声再生がサポートされていません。音声ファイルをダウンロードをお試しください。
掛留音（けいりゅうおん）
2つの和音が続くときに、最初の和音の構成音のひとつが後続する和音の構成音でないにもかかわらず、後続する和音が鳴っても引き延ばされ、2度下行または上行して後続する和音の構成音のひとつに進行したときの、引き延ばされた音。
お使いのブラウザーでは、音声再生がサポートされていません。音声ファイルをダウンロードをお試しください。
倚音（いおん）
ある和音が鳴り始めたときにいきなり鳴らされる非和声音で、繋留音同様、2度下行または上行して和音の構成音に移行するもの。
お使いのブラウザーでは、音声再生がサポートされていません。音声ファイルをダウンロードをお試しください。
先取音
2つの和音が続くときに、最初の和音が鳴っている間に、後続する和音の構成音のひとつである音が最初の和音の非和声音として先取りされ、後続する和音において、同じ音が再び鳴らされるときの、再び鳴らされる音（繋留音の逆のようであるが、繋留音がタイであるのに対し、先取音はタイで結ばれないのが普通）。
お使いのブラウザーでは、音声再生がサポートされていません。音声ファイルをダウンロードをお試しください。
逸音（いつおん）
ある和音が鳴り始まった後に、和音の構成音から2度上行または下行して鳴らされ、次の和音へ3度逆行して解決する非和声音。後続する和音への進行方向と逆方向へ3度異なる和声音へ解決する先取音の一種と見なすこともできる。
お使いのブラウザーでは、音声再生がサポートされていません。音声ファイルをダウンロードをお試しください。
保続音
楽曲の最後に近いところで、低音が同じ音を鳴らし続け、その上で様々な和音がまるでその低音を無視するかのように進行するとき、この低音を保続音、オルゲルプンクトと呼ぶ。理論書により、低音の方を非和声音と見るものと、さまざまな和音の方を巨大な非和声音の集団と見るものとがある。
お使いのブラウザーでは、音声再生がサポートされていません。音声ファイルをダウンロードをお試しください。
- 上の和音の一覧において、三和音以外の和音で、三和音に付け足された第7音、第9音、完全4度の音、長6度の音などをすべて非和声音の一種と捉える理論書もある。

### テンション
テンションという言葉は主にポピュラー音楽で用いられるが、これも非和声音である。また、テンションを含む和音は不協和音である。
テンションの使われ方は大きく2通りに分かれる。テンションは非和声音であるので、従来のクラシック音楽で一般的な非和声音の扱い方、つまり前述の分類のように用いられることもある。テンションが和声音に解決することをテンション・リゾルブ（英: tension resolve）という。
もう1つの用法は、主にポピュラー音楽において、テンションを和声音と同様に扱う方法である。つまり、予備も保留も繋留も考えることなく用いるのである。

## 和音の配置と転回
和音を構成する各音は、原則として任意のオクターブに置いたり、複数のオクターブに重ねて置いたりすることができる（第9音以上の音には制限がある）。たとえば、第5音を根音の5度上に置くこともでき、オクターブと5度上に置くこともでき、2オクターブと5度上に置くこともできるし、4度下に置くこともでき、5度上及びオクターブと5度上に重ねて置くこともできる。これを和音の配置と呼ぶ。
このようにして和音の最低音（音楽理論ではバスまたはベースと呼ぶ）に根音以外の和音構成音を置くことを和音の転回（英: inversion）と呼ぶ。和音が転回すると多少和音の性格が変わる。転回した和音を和音の転回形、バスが根音である和音を基本形（英: Root）と呼ぶ。
1. 第1転回形 - バスが第3音である和音を第1転回形（英: First inversion）と呼ぶ。
2. 第2転回形 - バスが第5音である和音を第2転回形と呼ぶ。三和音の第2転回形は不安定であるとされる。
3. 第3転回形 - バスが第7音である和音を第3転回形と呼ぶ。
4. 第4転回形 - バスが第9音である和音を第4転回形と呼ぶ。ただし、バスに置かれた第9音は非和声音として解釈すべきで、第4転回形を認める必要は無い、とする理論書もある。

三和音の転回形
お使いのブラウザーでは、音声再生がサポートされていません。音声ファイルをダウンロードをお試しください。
7の和音の転回形
お使いのブラウザーでは、音声再生がサポートされていません。音声ファイルをダウンロードをお試しください。
9の和音の転回形
お使いのブラウザーでは、音声再生がサポートされていません。音声ファイルをダウンロードをお試しください。

## 分散和音
和音の各音を同時に鳴らさずに、順次鳴らすものを「分散和音」または「アルペジオ」（伊: arpeggio、より正確には「アルペッジョ」）と呼ぶ。これは、音の残像効果を利用したものであり、理論上は同時に鳴ったものとして取り扱われる。

## 和音記号
和音は、調の中で、様々な働きを担っている。音楽理論では、調の中での和音の働きを表すのに、和音記号を用いる。和音記号は主音に対する度数をローマ数字で表す。すなわち、i度音を根音とする三和音を I、ii 度音を根音とする三和音をIIのように書く。また、七の和音の場合には、ローマ数字の右下に7を添え、V7のように書く。転回音程の書き方には2通りあるが、現在日本で一般的な書き方は右上に転回指数を添えるもので、IV2 のように書く。
長調の和音の和音記号（ハ長調自然長音階の場合）

（ハ長調和声的長音階の場合）

（ハ長調旋律的長音階の場合）

短調の和音の和音記号（イ短調自然短音階の場合）

（イ短調和声的短音階の場合）

（イ短調旋律的短音階の場合）

## コードネーム
コードネーム（英: chord symbol）は和音を表す記号である。バークリー音楽大学の教授 Jerry Gates は「コードネームはファーディ・グローフェ（1892 – 1972）とジェリー・ロール・モートン（1890-1941）により発案されたと聞いている」と述べている。ジャズ演奏において、リード・シートというメロディとコードネームが記されただけの楽譜を用いて、メロディをフェイクしたり、アドリブを演奏したりするのに非常に役に立つ。また、ポピュラー音楽や、ギターで和音を演奏するときに多用される。基本的に英語が使われる。コードネーム単体ではリズムを表すことができないので、旋律の楽譜の上に添えて書かれることが多い。
コードネームは、英語音名で根音（ルート）を表し、それに和音の種類を表す記号を添える。すなわち、上記のコードネームの例でCをルートの英語音名に書き換えればコードネームとなる（長三和音の場合には、種類を表す記号は不要である）。
例えば、変ホ（E♭）音上の短七の和音は E♭m7 と書き表される。
転回和音などで、コードのルート以外の音がバス（ベース）に来るときには、そのベース音を斜線（/）またはonのあとに加えて書くことができる（省略することも多い）。たとえば、コードがCでベースがE（第1転回形）の場合にはC/EまたはConEのように書く。斜線を横にしてCをEの上に置くこともあるが、それが分数コード（後述）を示すことがあるので避けるべきである。
コードネームの読み方は次のようである。
1. ルートの部分は、英語で読む。♯はシャープ、♭はフラットである。
2. 和音の種類の部分は次のように読む。
  - M、ma、maj、Majは、メイジャー。日本ではメジャーと読むことが多い。
  - m、mi、min、（ルートの直後に置かれる、短三和音を表す）-は、マイナー。
  - aug（ルートの直後に置かれる、増三和音を表す）、♯5、+5、+は、オーグメンテッド（augmented）。日本ではオーギュメントと読むことも多いが、「ギュ」という発音は他の英語発音のカタカナ表記と照らしても訛が強い（ュに対峙する英語の発音が存在しない）。
  - dim、oは、ディミニッシュト（diminished）。※以下、日本では過去分詞の-edを省略することが多い。
  - △はトライアド triad（三和音）。またはメイジャー・トライアド。例外として△7は特にメイジャー・セブンスを表す。
    - -△はマイナー・トライアド。
    - o△はディミニッシュト・トライアド。
    - +△はオーグメンテッド・トライアド。

  - øはハーフ・ディミニッシュト（マイナー・セブンス・フラッティド・フィフス）。
  - susは、サスペンデッド。日本ではサスとも読まれる。
  - addは、アディショナル。日本ではアドとも読まれる。
  - 数字は序数で読む。7はセブンスである。ただし、日本では基数で読むことも多い。
  - 数字の前の♯、+はシャープト（sharped）。
  - 数字の前の♭、-はフラッティド（flatted）。
  - ベースを表す斜線（/）、onは「オン」。
  - （）は読まない（「カッコ」と言わない）。

例えば、D♯7 -5（♭13）/Gは、「ディー・シャープ・セブンス・フラッティド・フィフス・フラッティド・サーティーンス・オン・ジー」と読む。（注：一般的には「ディー・シャープ・セブン・フラット・ファイブ・フラット・サーティーン・オン・ジー」と読まれる）

## 分数コード
分数コードとは、D/Cなどのように表記されるコードのことである。オンコードとも呼ばれる。分数コードには以下の種類がある。
1. 見かけの分数コード
  - 転回形 (Inversion) を表す分数コード
  - ペダル音を表す分数コード（分母はベース音、分子はコード）
  - コードを直感的に読みやすくするための手段としての分数コード（分母はベース音、分子はコード）
  - テンションコードの構成音を演奏者にわかりやすくするために使うアッパー・ストラクチャー・トライアド（コード）を表すための分数コード（分母はコード、分子はメイジャー・トライアドまたはマイナー・トライアド）
2. 真の分数コード
  - 分母と分子を調性から切り離してサウンド作りをするための手法を表現するための分数コード（分母はベース音、分子はメイジャー・トライアドまたはマイナー・トライアド）

アッパー・ストラクチャー・トライアドのように、分母がコードを表すときに分数の線を水平に、分母がベース音を表すときには分数の線を斜線（またはonを使う）に、というような使い分けも行われる。

## 和音と周波数
一定の周波数をもった自然音は、その整数倍の周波数を持った倍音を成分として無限に含んでいる。こうした倍音の高さの音は、元の音（基音）の一部でもあるため同時に鳴らすと協和して聞こえる。それらの倍音を何オクターヴか下げて基音と同程度の音域に調整したものも、やはり周波数の最大公約数が大きく、同じように協和して感じられる。
古代ギリシャにおいて、ピタゴラスが周波数の比率の単純な音は協和することを発見したとされるが、17世紀に倍音が発見されると、19世紀にはヘルムホルツが、共通の倍音を含む音は人間の耳に協和して感じられることを発見した。周波数の比率の単純な音はそれだけ共通した倍音も多く、ピタゴラスの主張を科学的に裏付けたといえる。例えば、純正な音程の場合、周波数の比率は、オクターヴが1：2、完全5度は2：3、完全4度は3：4、長3度は4：5、短3度は5：6となり、長3和音は4：5：6、短3和音は10：12：15となる。
ただし、現在一般的に使用されている平均律では、あらゆる調に自由に移調できるという利点があるものの、オクターヴ以外の音程は純正なものから僅かにずれている。
音高をある程度以上自由に変えられる、ヴァイオリン属の楽器や管楽器、また声楽のアンサンブルでは、ゆっくりとした曲で各音程や和音をなるべく純正なものに近づけて演奏することは行われる。

## ポピュラー音楽におけるコードと作曲・編曲の関係
メロディーとそれに載せられるコード（和音）は、一対一の対応があるわけではない。もちろん完全に自由とはいえないが、同じメロディーでも複数のコードを選択することができ、逆に同じコードでも、メロディーが同じになるわけではない。
また、メロディーを作る際にはコードが付されておらず、あとから付すことがある一方で、はじめにコード進行を決めて、あとからメロディーを載せることもある。先にコード進行が決まっている場合には、コード進行を決める行為は、作曲の範疇に属するが、あとからコード進行を決める場合には、編曲の範疇に属する場合がある。特に、作曲者と異なった者がコード進行を決める場合には、これを編曲とすることが多く、コード進行を決めた者が、編曲者である場合には、ほぼ確実に編曲の一部とされる。